# Estación de Irún
Estación de Irún vasútállomás Spanyolországban, Irun településen.

## Vasútvonalak
Az állomást az alábbi vasútvonalak érintik:
- Madrid-Hendaya-vasútvonal

## Forgalom
- Nagysebességű szolgáltatás (TGV): Párizs - Bordeaux - Irun
- Éjszakai szolgáltatás (Lunéa) Párizs - Orléans - Dax - Irun

| Szolgáltatás neve           | Vonattípus | Útvonal | Megjegyzés                              |
| --------------------------- | ---------- | --- | --------------------------------------- |
| Alvia                       |            | Barcelona Sants - Camp de Tarragona - Lleida-Pirineus - Zaragoza-Delicias - Pamplona - San Sebastián - Irun - Hendaye                                                                                   | A köztes állomások nincsenek felsorolva |
| Alvia                       |            | Madrid Chamartín - Valladolid Campo Grande - Burgos Rosa de Lima - Miranda de Ebro - Vitoria-Gasteiz - San Sebastián - Irun - Hendaye                                                                   | A köztes állomások nincsenek felsorolva |
| Arco                        |            | Salamanca - Valladolid Campo Grande - Burgos Rosa de Lima - Miranda de Ebro - Vitoria-Gasteiz - San Sebastián - Irun                                                                                    | A köztes állomások nincsenek felsorolva |
| Arco                        |            | A Coruña - Santiago de Compostela - Ourense - Ponferrada - León - Palencia - Burgos Rosa de Lima - Miranda de Ebro - Vitoria-Gasteiz - San Sebastián - Irun                                             | A köztes állomások nincsenek felsorolva |
| Estrella                    |            | Lisszabon Santa Apolónia - Lisszabon Oriente - Coimbra - Guarda - Ciudad Rodrigo - Salamanca - Valladolid Campo Grande - Burgos Rosa de Lima - Miranda de Ebro - Vitoria-Gasteiz - San Sebastián - Irun | A köztes állomások nincsenek felsorolva |
| Renfe Media Distancia       |            | Vitoria-Gasteiz - Zumarraga - San Sebastián - Irun | A köztes állomások nincsenek felsorolva |
| Cercanías San Sebastian C-1 |            | Brinkola - Zumarraga - Tolosa - San Sebastián - Irun | A köztes állomások nincsenek felsorolva |
| EuskoTren 2                 |            | Lasarte-Oria - San Sebastián - Irun - Hendaye | A köztes állomások nincsenek felsorolva |

| Előző állomás                       |  | SNCF                        |  | Következő állomás                     |
| ----------------------------------- |  | --------------------------- |  | ------------------------------------- |
| végállomás                          |  | TGV                         |  | Hendayetovább Paris-Montparnasse felé |
| Hendayetovább Paris-Austerlitz felé |  | Intercités éjszakai vonatok |  | végállomás                            |

## Kapcsolódó állomások
A vasútállomáshoz az alábbi állomások vannak a legközelebb:
- Gare d’Hendaye
- Estación de Ventas de Irún (Station Of Brinkola-Oñati, C-1 line)